# Крістофер Дейт
Крістофер Дейт (Christopher J. Date) — один з найвидатніших спеціалістів в галузі баз даних, особливо в реляційної моделі даних, незалежний автор, лектор та консультант. 
Крістофер Дейт — автор класичного підручника «Вступ до баз даних», що використовується як стандарт в безлічі університетах світу. Монографія видана тиражем 700 тис. екземплярів тільки мовою оригіналу, не враховуючи перекладів 
Вважається, що книга Дейта входить в «золотий фонд» комп'ютерної літератури, за своєю значимістю відповідає таким відомим працям як «Мистецтво програмування» Кнута, «Конструювання компіляторів» Ахо та Ульмана.
Працював над розвитком реляційних СУБД разом з Едгаром Коддом.
Перед тим як покинув IBM в 1983 році Дейт був залучений в технічне планування і проектування таких продуктів IBM як SQL/DS та DB2.